# Mel 186
Mel 186 (noto anche come Cr 359) è un ammasso aperto molto esteso e luminoso situato nella costellazione di Ofiuco.

## Osservazione

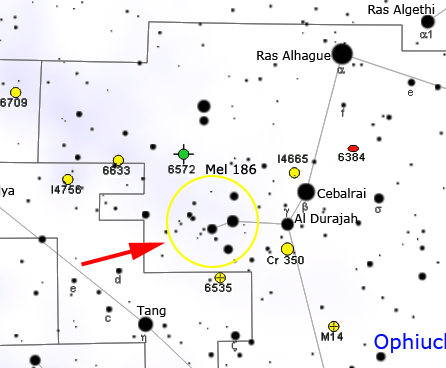
Mappa per individuare Mel 186.

Si individua nella parte nordorientale della costellazione, a ovest della stella Cebalrai; è formato da un gruppetto di stelle disposte a V di magnitudine 4 e 5 disperse su un diametro di ben 4°. L'ammasso è perfettamente visibile anche a occhio nudo, ma le sue componenti sono così disperse che non sembra di aver a che fare con un reale oggetto; attraverso un binocolo si possono notare alcune decine di stelle fino alla magnitudine 8 molto sparse e concentrate prevalentemente sul lato orientale. Nessun telescopio è in grado di offrire visuali migliori, a causa delle dimensioni dell'ammasso e della sua bassa concentrazione.
A causa della sua declinazione a cavallo dell'equatore celeste, quest'ammasso può essere osservato senza alcuna distinzione rilevante da tutte le aree della Terra; in corrispondenza dell'equatore si presenta praticamente allo zenit. Il periodo migliore per la sua osservazione nel cielo serale è quello compreso fra giugno e ottobre.

## Storia delle osservazioni
A causa delle sue enormi dimensioni, quest'ammasso non venne mai riconosciuto come tale prima del XX secolo; il primo a notarlo fu così Philibert Jacques Melotte, che lo descrisse già nel 1915 come un esteso gruppo di stelle disperse attorno alla stella 67 Ophiuchi. Nel 1931 venne riosservato da Per Collinder, che lo descrisse come un gruppo di 15 stelle prive di concentrazione apprezzabile, fornendo delle misurazioni delle sue stelle membri.

## Caratteristiche
Mel 186 è un oggetto di notevoli dimensioni sia reali che apparenti, cui corrisponde una bassa concentrazione delle sue stelle membri. La sua distanza è controversa e le varie stime dipendono principalmente da quali stelle vengono o meno considerate membri effettivi; a diverse stime che lo indicavano come situato a 249 parsec (812 anni luce) si contrappongono stime più recenti che lo collocano a ben 450 parsec (1467 anni luce).
Anche l'età è oggetto di dibattito, con misurazioni che presentano notevoli differenze anche qui in base a quali stelle si considerano come membri; le stime iniziali hanno indicato età sui 20-30 milioni di anni, mentre studi più recenti fissano la sua origine a ben 100 milioni di anni, sulla base delle misurazioni di ben 628 stelle possibili membri aventi massa compresa fra 1,3 e 0,03 M⊙. Da notare infine che in base a vari studi emerge che le stelle di Mel 186 possiedono lo stesso moto proprio, età media e distanza media di quelle del vicino ammasso IC 4665, suggerendo una possibile interazione fra i due oggetti nelle prime fasi della loro esistenza; d'altra parte Mel 186 può anche essere visto come un'associazione stellare dispersa più che un ammasso aperto vero e proprio a causa della notevole distanza fra le sue componenti.